# Martignat
Martignat ist eine französische Gemeinde im Département Ain in der Region Auvergne-Rhône-Alpes.

## Geographie
Martignat liegt auf 510 m, etwa sieben Kilometer südsüdwestlich der Stadt Oyonnax (Luftlinie). Das Dorf erstreckt sich im nördlichen Bugey, in der breiten Talniederung der Ange im Jura, am Westfuß der Grande Côte.
Die Fläche des 13,25 km² großen Gemeindegebiets umfasst einen Abschnitt des südlichen französischen Juras. Der zentrale Teil wird vom Tal der Ange eingenommen, das hier eine Breite von ungefähr 1 km aufweist und eine Synklinale im Faltenjura bildet. Es wird gegen Süden zum Oignin entwässert. Nach Westen reicht der Gemeindeboden auf den Kamm des Höhenzuges (817 m), der die Täler von Ange und Oignin trennt. Östlich der Talsenke erstreckt sich das Gemeindeareal über einen dicht bewaldeten Hang auf die breite Antiklinale des Mont Jora. Hier wird mit 974 m die höchste Erhebung von Martignat erreicht.
Zu Martignat gehören neben dem eigentlichen Ort auch mehrere Weiler und Gehöfte, darunter:
- Jargeat (540 m) am westlichen Talhang der Ange
- Evron (595 m) am östlichen Talhang der Ange

Nachbargemeinden von Martignat sind Groissiat im Norden, Apremont im Osten, Montréal-la-Cluse im Süden sowie Izernore im Westen.

## Geschichte
Das Gemeindegebiet von Martignat war schon während der Römerzeit und der Burgunderzeit besiedelt. Im Jahre 855 schenkte König Lothar I. das Gebiet um Martignat dem Kloster Saint-Oyen (heute Saint-Claude). Erstmals urkundlich erwähnt wird das Dorf 1176 unter dem Namen Martiniacus. Im Lauf der Zeit wandelte sich die Schreibweise über Martinia (1250), Martignia (1267) und Martigniacus (1279) zum heutigen Namen. Der Ortsname geht auf den gallorömischen Personennamen Martinius zurück und bedeutet so viel wie Landgut des Martinius.
Durch eine Heirat kam Martignat 1250 an die Herrschaft Thoire-Villars. Mit dieser ging das Dorf 1402 unter die Oberhoheit der Grafen von Savoyen über. Mit dem Vertrag von Lyon gelangte Martignat im Jahre 1601 an Frankreich.

### Bevölkerungsentwicklung
| Jahr                       | 1962 | 1968 | 1975 | 1982 | 1990 | 1999 | 2006 | 2012 | 2021 |
| Einwohner                  | 532  | 547  | 791  | 875  | 1003 | 1265 | 1527 | 1585 | 1671 |
| Quellen: Cassini und INSEE |      |      |      |      |      |      |      |      |      |

Mit 1667 Einwohnern (Stand 1. Januar 2022) gehört Martignat zu den kleineren Gemeinden des Départements Ain. Nachdem die Einwohnerzahl in der ersten Hälfte des 20. Jahrhunderts leicht abgenommen hatte (1891 wurden noch 597 Personen gezählt), wurde seit Mitte der 1960er Jahre wieder eine deutliche Bevölkerungszunahme verzeichnet.

## Sehenswürdigkeiten
Die Pfarrkirche Saint-Maurice wurde im 15. Jahrhundert erbaut und von 1996 bis 2000 letztmals umfassend restauriert.

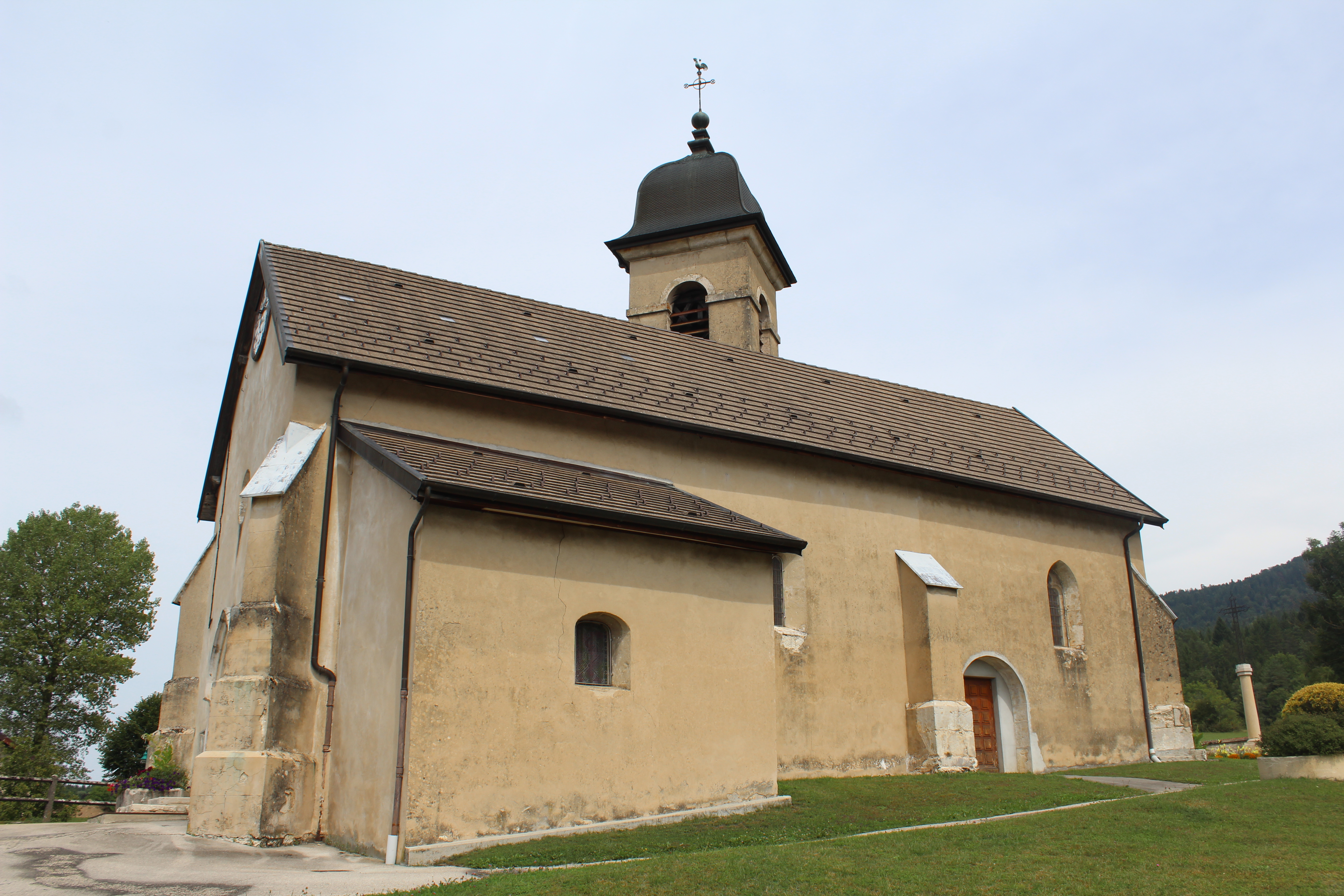
Kirche Saint-Maurice
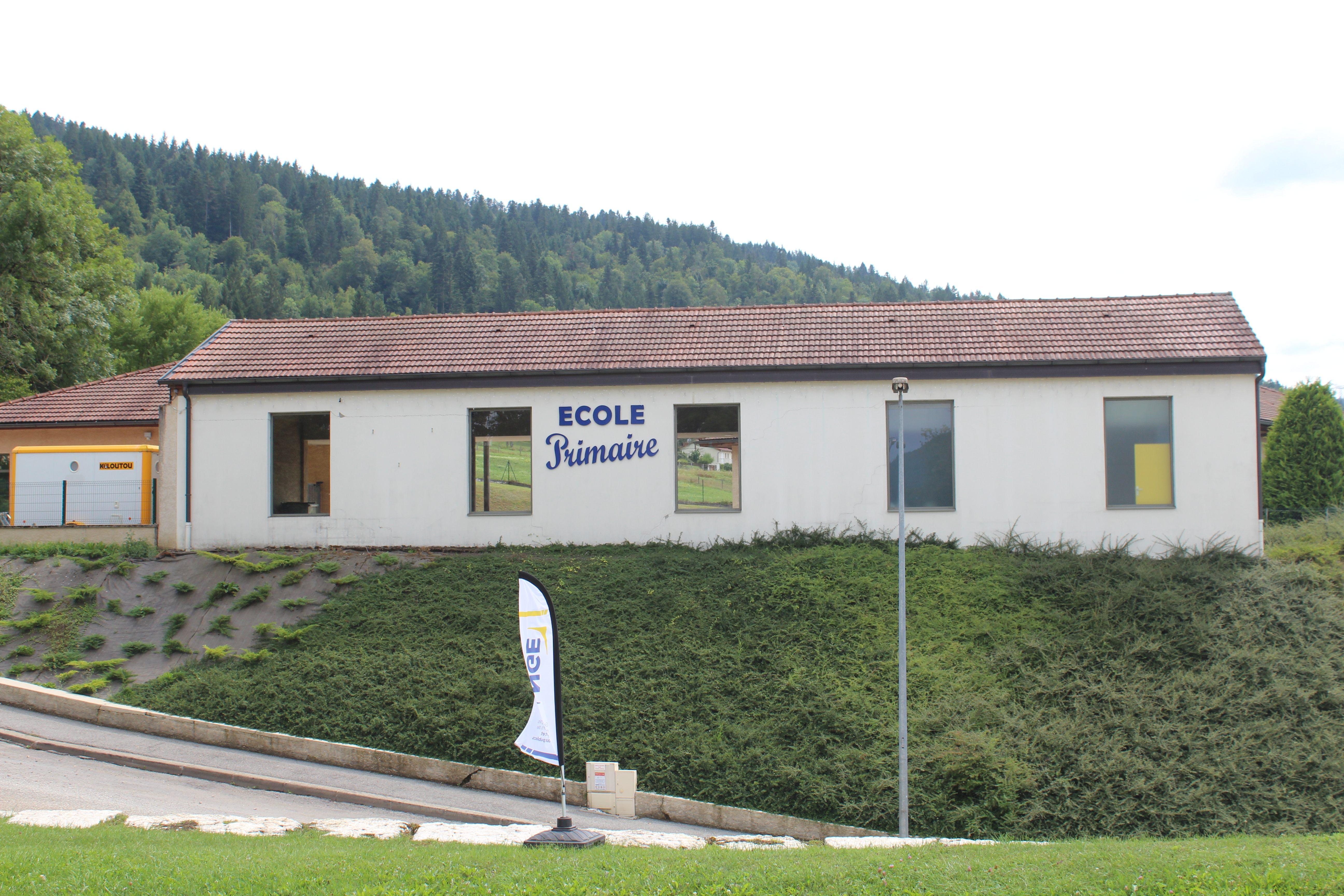
Grundschule
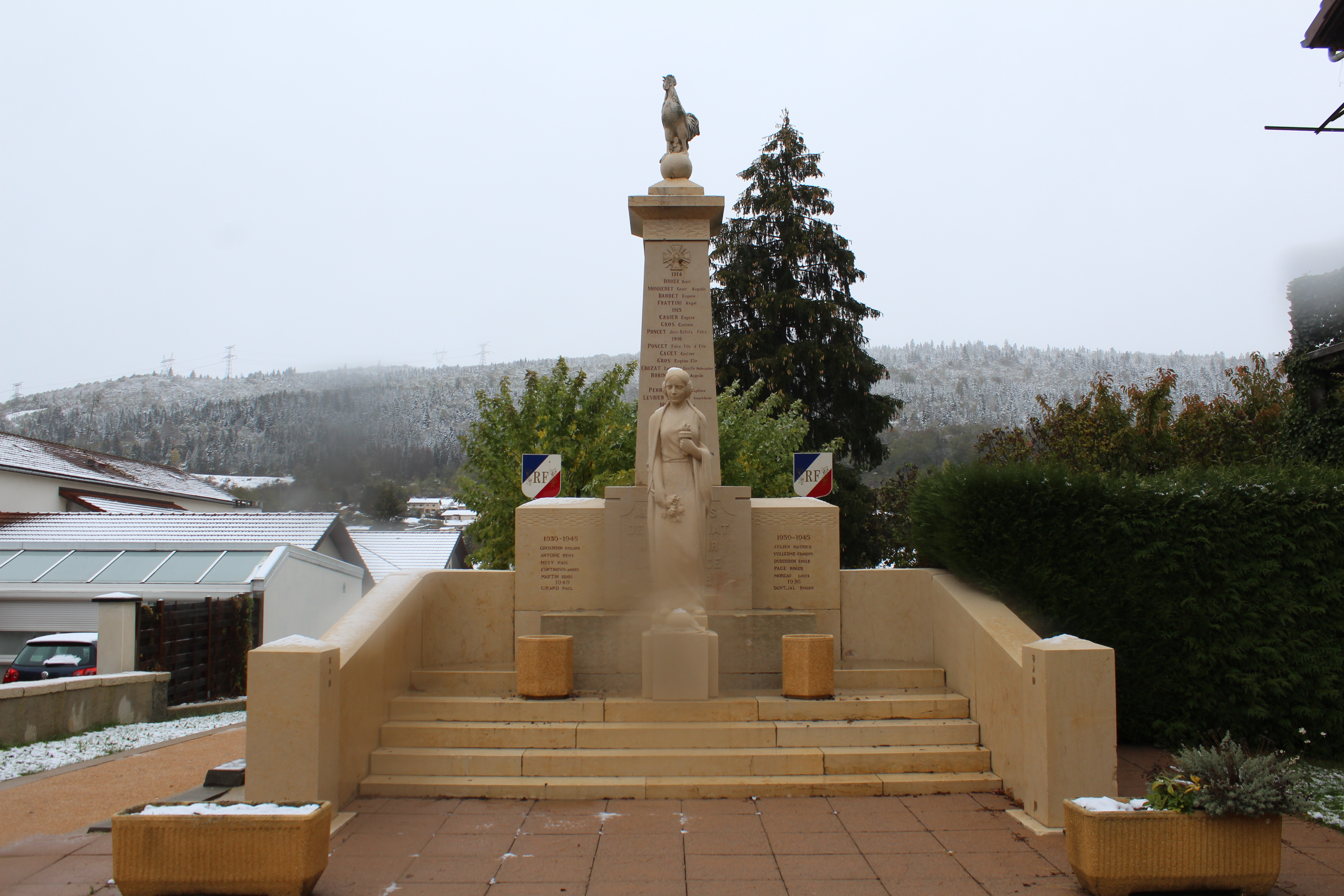
Gefallenendenkmal

## Wirtschaft und Infrastruktur
Martignat war lange Zeit ein vorwiegend durch die Landwirtschaft, insbesondere Milchwirtschaft und Viehzucht, sowie die Forstwirtschaft geprägtes Dorf. In der ersten Hälfte des 20. Jahrhunderts ließen sich dank der Nähe zu Oyonnax auch in Martignat Betriebe der Kunststoffverarbeitung nieder. Heute gibt es am Ortsrand größere Gewerbe- und Industriezonen. Zu den wichtigen im Ort vertretenen Industriezweigen zählen die Kunststofffabrikation, die Möbelherstellung und feinmechanische Industrie. Viele Erwerbstätige sind auch Wegpendler, die in den größeren Ortschaften der Umgebung ihrer Arbeit nachgehen.
Die Ortschaft ist verkehrsmäßig sehr gut erschlossen. Sie liegt an der Départementsstraße D 984D, die von Montréal-la-Cluse via Oyonnax nach Saint-Claude führt. Eine weitere Straßenverbindung besteht mit Groissiat. Der nächste Anschluss an die Autobahn A 404 (Saint-Martin-du-Frêne – Oyonnax), die das Gemeindegebiet durchquert, befindet sich in einer Entfernung von rund fünf Kilometern. Martignat besitzt einen Bahnhof an der Eisenbahnlinie von Bourg-en-Bresse nach Oyonnax.